# Neolimnia sigma
Neolimnia sigma är en tvåvingeart som först beskrevs av Walker 1849.  Neolimnia sigma ingår i släktet Neolimnia och familjen kärrflugor. Inga underarter finns listade i Catalogue of Life.